# Feministická kritika médií
Feministická kritika médií se soustředí na formování ženské identity vzhledem k diskriminaci nebo stereotypizaci genderových aspektů společnosti v (mas)médiích. Kritikou je pak diktát dominantních patriarchálních hodnot, které jsou v médiích vůči publiku protežovány.

## Charakteristika
Feministická kritika médií se výrazně popularizuje v 70. letech 20. století díky článkům v časopisech Screen nebo Media, Culture and Society, ačkoli k utváření obrazu ženy jako konzumentky a hospodyně dochází již od konce 20. let 20. století. Analytici a analytičky se podle typů médií soustředí na různé formy kritiky, které s sebou přináší samotná různorodost médií.
1. „Ženské“ časopisy – formují ideál krásy, věnují se tématu sexuality (viz ideologický a diskurzivní přístup, populární feminismus).
2. Televizní pořady – dva typy zobrazování:
  - zobrazují ženu ve stereotypní definici jako pasivní hrdinku, bezbrannou, a jako sexuální objekt mužů v případě tradičních žánrů (telenovela, soap opera, např. Dallas);
  - nebo zobrazují vážná dilemata mezi osobním a pracovním životem moderní pracující ženy (tzv. „sociálně realistické seriály/socialist realist series“, např.: Měsíční svit/Moonlighting). Tato problematika je hlubší, více ji rozvádí feministická filmová teorie.
3. Zpravodajství – prostřednictvím tzv. symbolické anihilace, která podporuje stereotypní obrazy o určitých sociálních skupinách.

## Ideologický a diskurzivní přístup
Ideologický přístup feministické kritiky médií se objevuje v 70. letech 20. stol., diskurzivní přístup pak na něj reaguje o deset let později. Ani jeden z přístupů není nijak vymezen časovým obdobím, např. na českém poli zájmu se objevuje až se zpožděním spolu s feministickými a genderovými tématy v 90. letech.
Ideologický přístup soustředí pozornost na text, mediální obsah, a kritizuje v něm dominantní síly řádu patriarchální společnosti. Jeho snahou je tzv. pravdivý obraz ženy. Předmětem kritiky je fetišizace a fragmentace v případě komerční reprezentace ženství v tom, že časopisy pro ženy a dívky jsou považovány za stěžejní prostor, v němž dochází k utváření normativní femininity (ženství vnímané jako danou formu) vnímané jako výsledek působení dominantní (patriarchální) ideologie a ideologie trhu.
Diskursivní přístup se posouvá od textu ke kontextu a zaměřuje se na příjemce/příjemkyně mediálních obsahů a jejich aktivitu. Předmětem kritiky je reprezentace obrazu ženy v podřízeném vztahu, pasivitě, a obrazu sexuální dostupnosti žen v těchto médiích.

## Populární feminismus
V polovině 80. let 20. stol. prošly změnou také časopisy, kterou Andreon Stuart označuje jako populární feminismus. Angela McRobbie popisuje tyto změny jako protikladné podoby ženskosti charakteristické tím, že postmoderní jazyk těchto časopisů získal na své ironičnosti k zobrazovaným tématům, dosáhly nadhledu k pozici ženství a mužství. Vzrostl také zájem o sexualitu (sex prodává, sex jako nový aspekt utváření identity ženy).

## Symbolická anihilace
Jiným příkladem využívání feministické kritiky médií je stereotypní vnímání probíhající formou symbolického přehlížení, odsuzování či trivializování jedinců či skupin v médiích. Takové jednání se nazývá symbolické anihilace, kterou definovala Gaya Tuchman v r. 1978. Stereotypní zobrazování lidí podle jejich pohlaví, barvy pleti, národnosti, zdravotního stavu, sexuální preference či názorů se uskutečňuje pomocí tří forem:
- Vynechání – o skupině se nemluví, (v příp. genderu kvantitativní výzkumy médií ukazují, že na titulních stránkách novin se objevují především bílí bohatí muži a že role, které v médiích hrají ženy jsou velmi omezené);
- Trivializace – zjednodušování a banalizace;
- Odsouzení – média skupinu zobrazují negativně.

## Významné analytické práce
- Jones, A.: The Feminism and Visual Culture Reader
- Mattelart, M.: Women, Media and Crisis – Femininity and Disorder
- Williamson, J.: Decoding Advertisements
- Winship, J.: Inside Women’s Magazines